# Faid Airfield
Fayid Airfield är en före detta, övergiven flygplats i Egypten. Den ligger i guvernementet Ismailia, i den nordöstra delen av landet, 100 km öster om huvudstaden Kairo. Faid Airfield ligger 26 meter över havet.
Terrängen runt Faid Airfield är lite kuperad. Havet är nära Faid Airfield österut. Runt Faid Airfield är det glesbefolkat, med 19 invånare per kvadratkilometer. Trakten runt Faid Airfield är ofruktbar med lite eller ingen växtlighet.